# Videoton Sport Club 1984-1985
Questa voce raccoglie le informazioni riguardanti il Videoton Sport Club nelle competizioni ufficiali della stagione 1984-1985.

## Stagione
In campionato il Videoton guidò la classifica per gran parte del girone di andata per poi cedere, all'inizio della tornata conclusiva, il passo al Honvéd. Sconfitti anche nello scontro diretto, i Vidi ottennero con due gare di anticipo la qualificazione in Coppa UEFA confermando il terzo posto della stagione precedente a causa della peggior differenza reti nei confronti del Rába ETO.
Nelle prime fasi della terza competizione europea, il Videoton confermò il suo stato di forma segnando numerosi gol e ottenendo ampie vittorie contro il Paris Saint-Germain ai sedicesimi e, nel turno successivo, contro il Partizan. Ottenuto quindi l'accesso ai quarti di finale contro il Manchester Utd, i Vidi rimontarono in apertura del retour match giocato in casa la sconfitta di misura patita all'Old Trafford per poi portare l'incontro fino ai rigori, vinti grazie anche a una parata di Péter Disztl sul sesto tiro di Arthur Albiston. Eliminando lo Željezničar grazie a una rete segnata a pochi minuti dalla conclusione dell'incontro di ritorno a Sarajevo, il Videoton poté disputare l'atto conclusivo della competizione contro il Real Madrid. Sconfitti per 3-0 nell'incontro di andata giocato in casa, i Vidi poterono comunque concludere il torneo con una vittoria, ottenendo un 1-0 al Santiago Bernabéu grazie a un rigore fallito dalle merengues nel primo tempo e a una rete segnata da Lajos Májer allo scadere.

## Maglie e sponsor
Lo sponsor tecnico per la stagione 1984-1985 è Adidas. Nel corso della stagione la divisa viene utilizzata in quattro versioni differenti fra casa e trasferta, fra cui una rossa e blu a quarti utilizzata durante la finale di Coppa UEFA; salvo quest'ultima, sulla parte anteriore campeggia il marchio della Videoton, l'azienda di materiale elettronico che dal 1968 possiede il club.
| Casa (prima) | Casa (seconda) | Trasferta (prima) | Trasferta (seconda) | Trasferta (terza) |  |

## Organigramma societario
Di seguito l'organigramma societario:
Area direttiva
- Presidente: Mátyás Dósa
- Vicepresidenti: István Borsits, József Herczog
- Amministratore delegato: Tamás Szalmásy
- Direttore generale: Imre Dérfalvi

Area tecnica
- Direttore tecnico: Gábor Fejes
- Allenatore: Ferenc Kovács
- Allenatore in seconda: Gábor Edző

Area sanitaria
- Medico sociale: Lajos Horváth
- Massaggiatori: Ferenc Molnár, Zoltán Molnár

## Rosa
| N. |                     | Ruolo | Calciatore       |
| -- | ------------------- | ----- | ---------------- |
| 1  | Ungheria (bandiera) | P     | Péter Disztl     |
| 2  | Ungheria (bandiera) | D     | Tibor Végh       |
| 3  | Ungheria (bandiera) | D     | László Disztl    |
| 4  | Ungheria (bandiera) | D     | Gábor Horváth    |
| 5  | Ungheria (bandiera) | D     | József Csuhay    |
| 6  | Ungheria (bandiera) | C     | Győző Burcsa     |
| 7  | Ungheria (bandiera) | A     | Lajos Májer      |
| 8  | Ungheria (bandiera) | C     | Ferenc Csongrádi |
| 9  | Ungheria (bandiera) | A     | József Szabó     |
| 10 | Ungheria (bandiera) | C     | Imre Vadász      |
| 11 | Ungheria (bandiera) | A     | György Novath    |

| N. |                     | Ruolo | Calciatore       |
| -- | ------------------- | ----- | ---------------- |
| 12 | Ungheria (bandiera) | P     | János Koszta     |
| 13 | Ungheria (bandiera) | D     | István Borsányi  |
| 14 | Ungheria (bandiera) | C     | Gyula Vaszil     |
| 15 | Ungheria (bandiera) | C     | István Palkovics |
| 16 | Ungheria (bandiera) | C     | Géza Wittmann    |
| 17 | Ungheria (bandiera) | C     | Ottó Gömöri      |
| 18 | Ungheria (bandiera) | C     | Máté Faddi       |
| 19 | Ungheria (bandiera) | C     | László Gyenti    |
|    | Ungheria (bandiera) | C     | Tamás Csrepka    |
|    | Ungheria (bandiera) | A     | László Fuisz     |
|    | Ungheria (bandiera) | A     | László Gazdag    |

## Risultati

### NB I

#### Girone di andata
| Arbitro: | Kovács |

|                                |           |            |
| Májer 36’ Vadász 38’ Szabó 57’ | Marcatori | 71’ Balogh |

| Arbitro: | Pádár |

|                     |           |           |
| Vági 8’ Szentes 62’ | Marcatori | 38’ Szabó |

| Arbitro: | Hartmann |

|                                       |           |               |
| Novath 29’ Májer 50’ Szabó 87’ (rig.) | Marcatori | 24’, 85’ Kiss |

| Budapest 15 settembre 1984, ore 16:00 UTC+1 4ª giornata | MTK Vörös Meteor | 0 – 0 referto | Videoton | MTK-Stadion (4 000 spett.)\| Arbitro: \| Fekete \| |
| Arbitro:                                                | Fekete           |               |          |                                                    |

| Arbitro: | Szilágyi |

|                                       |           |            |
| Novath 1’, 19’, 80’ (rig.) Vadász 13’ | Marcatori | 63’ Fecsku |

| Arbitro: | Győri |

|  |           |            |
|  | Marcatori | 81’ Gömöri |

| Arbitro: | Drigán |

|                     |           |  |
| Burcsa 4’ Vadász 5’ | Marcatori |  |

| Arbitro: | Németh |

|  |           |            |
|  | Marcatori | 70’ Burcsa |

| Arbitro: | Jaczina |

|                    |           |                      |
| Májer 2’ Burcsa 6’ | Marcatori | 58’ Szabó 45’ Mörtel |

| Budapest 3 novembre 1984, ore 13:00 UTC+1 10ª giornata | Csepel | 0 – 0 referto | Videoton | Béke téri Stadion (4 000 spett.)\| Arbitro: \| Lázin \| |
| Arbitro:                                               | Lázin  |               |          |                                                         |

| Arbitro: | Kurmai |

|          |           |  |
| Végh 20’ | Marcatori |  |

| Arbitro: | Nagy |

|                               |           |  |
| Szabó 5’ Burcsa 50’ Májer 77’ | Marcatori |  |

| Arbitro: | Jaczina |

|                                 |           |  |
| Török 29’ Kovács 72’ Farkas 74’ | Marcatori |  |

| Arbitro: | Roxin |

|                           |           |             |
| Szabó 25’, 68’ Burcsa 73’ | Marcatori | 34’ Lengyel |

| Győr 5 dicembre 1984, ore 13:00 UTC+1 15ª giornata | Pécs | 0 – 0 referto | Videoton | Stadion ETO (7 000 spett.)\| Arbitro: \| Nagy \| |
| Arbitro:                                           | Nagy |               |          |                                                  |

#### Girone di ritorno
| Arbitro: | Jaczina |

|          |           |                                     |
| Kiss 85’ | Marcatori | 11’ Burcsa 63’ Vadász 81’ Palkovics |

| Arbitro: | Kőrös |

|  |           |              |
|  | Marcatori | 56’ Mészáros |

| Arbitro: | Németh |

|           |           |                    |
| Májer 54’ | Marcatori | 41’ Szabó 50’ Mile |

| Arbitro: | Hartmann |

|  |           |            |
|  | Marcatori | 73’ Gyenti |

| Arbitro: | Makó |

|                                |           |  |
| Burcsa 14’, 89’ Szabó 21’, 63’ | Marcatori |  |

| Békéscsaba 5 aprile 1985, ore 16:30 UTC+1 21ª giornata | Békéscsaba | 0 – 0 referto | Videoton | Kórház utcai Stadion (15 000 spett.)\| Arbitro: \| Hazafi \| |
| Arbitro:                                               | Hazafi     |               |          |                                                              |

| Arbitro: | Divinyi |

|                       |           |                        |
| Szabó 40’, 71’ (rig.) | Marcatori | 21’ Zsinka 67’ Fischer |

| Arbitro: | Maczkó |

|  |           |                         |
|  | Marcatori | 54’ Vadász 79’ Borsányi |

| Arbitro: | Nagy |

|           |           |                             |
| Szabó 71’ | Marcatori | 67’ (rig.) Détári 83’ Dajka |

| Arbitro: | Puhl |

|            |           |  |
| Mörtel 10’ | Marcatori |  |

| Székesfehérvár 5 giugno 1985, ore 19:30 UTC+1 26ª giornata | Videoton | 0 – 0 referto | Csepel | Sóstói Stadion (4 000 spett.)\| Arbitro: \| Roxin \| |
| Arbitro:                                                   | Roxin    |               |        |                                                      |

| Arbitro: | Szilágyi |

|             |           |                                 |
| Kun 1’, 50’ | Marcatori | 26’ Csuhay 70’ Szabó 77’ Burcsa |

| Arbitro: | Szabó |

|                      |           |                      |
| Plotár 35’ Emmer 54’ | Marcatori | 16’ Szabó 79’ Burcsa |

| Arbitro: | Nagy |

|  |           |           |
|  | Marcatori | 84’ Péter |

| Arbitro: | Szabó |

|                       |           |  |
| Birinyi 13’ Híres 65’ | Marcatori |  |

### Magyar Kupa
| Várpalota 29 agosto 1984, ore 16:30 UTC+1 Primo turno                                            | Várpalotai Bányász | 0 – 7 referto                                                  | Videoton | Bányász Stadion (1 000 spett.) |
| \| \| \| \| \| \| Marcatori \| 23’, 70’ Szabó 37’, 52’ Novath 60’ Gömöri 62’ Májer 75’ Csuhay \| |                    |                                                                |          |                                |
|                                                                                                  |                    |                                                                |          |                                |
|                                                                                                  | Marcatori          | 23’, 70’ Szabó 37’, 52’ Novath 60’ Gömöri 62’ Májer 75’ Csuhay |          |                                |

| Budapest 31 ottobre 1984, ore 12:30 UTC+1 Secondo turno               | BVSC Budapest | 2 – 1 referto | Videoton | Szőnyi úti Stadion (1 000 spett.) |
| \| \| \| \| \| Bagyinszki 43’ Kölln 50’ \| Marcatori \| 75’ Novath \| |               |               |          |                                   |
|                                                                       |               |               |          |                                   |
| Bagyinszki 43’ Kölln 50’                                              | Marcatori     | 75’ Novath    |          |                                   |

### Coppa UEFA
| Arbitro: | Namoğlu |

|           |           |  |
| Szabó 37’ | Marcatori |  |

| Praga 2 ottobre 1984, ore 17:00 UTC+1 Trentaduesimi di finale - Ritorno | Dukla Praga | 0 – 0 referto | Videoton | Stadion Juliska (3 000 spett.)\| Arbitro: \| Helén \| |
| Arbitro:                                                                | Helén       |               |          |                                                       |

| Arbitro: | Robinson |

|                    |           |                                  |
| Rocheteau 75’, 83’ | Marcatori | 2’, 28’ Szabó 54’, 73’ Csongrádi |

| Arbitro: | Schmidhuber |

|           |           |  |
| Májer 54’ | Marcatori |  |

| Arbitro: | Kirschen |

|                                           |           |  |
| Szabó 11’, 48’, 49’ (rig.), 74’ Májer 80’ | Marcatori |  |

| Arbitro: | Wöhrer |

|                        |           |  |
| Živković 12’ Varga 45’ | Marcatori |  |

| Arbitro: | Lamo Castillo |

|               |           |  |
| Stapleton 60’ | Marcatori |  |

| Arbitro: | Fredriksson |

|                                          |                      |                                                    |
| Wittmann 20’                             | Marcatori            |                                                    |
| Szabó Burcsa Végh Wittmann Gömöri Vadász | Tiri di rigore 5 – 4 | Whiteside Olsen Stapleton Strachan Gidman Albiston |

| Arbitro: | Igna |

|                                 |           |           |
| Burcsa 7’ Disztl 18’ Vadász 82’ | Marcatori | 21’ Škoro |

| Arbitro: | Pauli |

|                     |           |            |
| Bahtić 5’ Ćurić 72’ | Marcatori | 87’ Csuhay |

| Arbitro: | Vautrot |

|  |           |                                       |
|  | Marcatori | 31’ Míchel 76’ Santillana 88’ Valdano |

| Arbitro: | Ponnet |

|  |           |           |
|  | Marcatori | 86’ Májer |

## Statistiche

### Andamento in campionato
| Giornata  | 1 | 2 | 3 | 4 | 5 | 6 | 7 | 8 | 9 | 10 | 11 | 12 | 13 | 14 | 15 | 16 | 17 | 18 | 19 | 20 | 21 | 22 | 23 | 24 | 25 | 26 | 27 | 28 | 29 | 30 |
| --------- | - | - | - | - | - | - | - | - | - | -- | -- | -- | -- | -- | -- | -- | -- | -- | -- | -- | -- | -- | -- | -- | -- | -- | -- | -- | -- | -- |
| Luogo     | C | T | C | T | C | T | C | T | C | T  | C  | C  | T  | C  | T  | T  | C  | C  | T  | C  | T  | C  | T  | C  | T  | C  | T  | T  | C  | T  |
| Risultato | V | P | V | N | V | V | V | V | N | N  | V  | V  | P  | V  | N  | V  | P  | P  | V  | V  | N  | N  | V  | P  | P  | N  | V  | N  | P  | V  |
| Posizione | 3 | 7 | 7 | 6 | 3 | 1 | 1 | 1 | 1 | 1  | 1  | 1  | 1  | 1  | 1  | 1  | 2  | 2  | 2  | 2  | 2  | 2  | 2  | 2  | 2  | 2  | 2  | 2  | 3  | 3  |

Fonte:  Nemzeti Bajnokság I - 1984/1985, su footballdatabase.eu.
Legenda:

Luogo: C = Casa; T = Trasferta. Risultato: V = Vittoria; N = Pareggio; P = Sconfitta.

### Statistiche dei giocatori
| Giocatore    | NB I     | NB I | NB I        | NB I       | Magyar Kupa | Magyar Kupa | Magyar Kupa | Magyar Kupa | Coppa UEFA | Coppa UEFA | Coppa UEFA  | Coppa UEFA | Totale   | Totale | Totale      | Totale     |
| Giocatore    | Presenze | Reti | Ammonizioni | Espulsioni | Presenze    | Reti        | Ammonizioni | Espulsioni  | Presenze   | Reti       | Ammonizioni | Espulsioni | Presenze | Reti   | Ammonizioni | Espulsioni |
| ------------ | -------- | ---- | ----------- | ---------- | ----------- | ----------- | ----------- | ----------- | ---------- | ---------- | ----------- | ---------- | -------- | ------ | ----------- | ---------- |
| I. Borsányi  | 10       | 1    | 0           | 0          | 1           | 0           | 0           | 0           | 6          | 0          | 0           | 0          | 17       | 1      | 0           | 0          |
| G. Burcsa    | 30       | 10   | 3           | 0          | 2           | 0           | 0           | 0           | 12         | 1          | 0           | 0          | 44       | 11     | 3           | 0          |
| T. Csrepka   | 1        | 0    | 0           | 0          | -           | -           | -           | -           | -          | -          | -           | -          | 1        | 0      | 0           | 0          |
| L. Disztl    | 24       | 0    | 3           | 0          | -           | -           | -           | -           | 10         | 1          | 0           | 0          | 34       | 1      | 3           | 0          |
| P. Disztl    | 23       | -24  | 0           | 0          | 0           | 0           | 0           | 0           | 10         | -12        | 0           | 0          | 33       | -36    | 0           | 0          |
| F. Csongrádi | 17       | 0    | 1           | 0          | 0           | 0           | 0           | 0           | 8          | 2          | 0           | 0          | 25       | 2      | 1           | 0          |
| J. Csuhay    | 30       | 1    | 1           | 0          | 2           | 1           | 0           | 0           | 11         | 1          | 0           | 0          | 43       | 3      | 1           | 0          |
| M. Faddi     | 1        | 0    | 0           | 0          | -           | -           | -           | -           | 1          | 0          | 0           | 0          | 2        | 0      | 0           | 0          |
| L. Fuisz     | 4        | 0    | 0           | 0          | -           | -           | -           | -           | -          | -          | -           | -          | 4        | 0      | 0           | 0          |
| L. Gazdag    | 1        | 0    | 0           | 0          | -           | -           | -           | -           | -          | -          | -           | -          | 1        | 0      | 0           | 0          |
| L. Májer     | 25       | 5    | 2           | 0          | 2           | 1           | 0           | 0           | 8          | 3          | 0           | 0          | 35       | 9      | 2           | 0          |
| L. Gyenti    | 5        | 1    | 0           | 0          | -           | -           | -           | -           | 2          | 0          | 0           | 0          | 7        | 1      | 0           | 0          |
| O. Gömöri    | 7        | 1    | 1           | 0          | 2           | 1           | 0           | 0           | 2          | 0          | 0           | 0          | 11       | 2      | 1           | 0          |
| G. Horváth   | 27       | 0    | 1           | 1          | 2           | 0           | 0           | 0           | 12         | 0          | 0           | 0          | 41       | 0      | 1           | 1          |
| J. Koszta    | 7        | -6   | 0           | 0          | 2           | -2          | 0           | 0           | 2          | 0          | 0           | 0          | 11       | -8     | 0           | 0          |
| G. Novath    | 23       | 3    | 2           | 1          | 2           | 3           | 0           | 0           | 9          | 0          | 0           | 0          | 34       | 6      | 2           | 1          |
| I. Palkovics | 24       | 1    | 0           | 0          | 2           | 0           | 0           | 0           | 9          | 0          | 0           | 0          | 35       | 1      | 0           | 0          |
| J. Szabó     | 29       | 13   | 1           | 0          | 1           | 2           | 0           | 0           | 11         | 7          | 0           | 0          | 41       | 22     | 1           | 0          |
| I. Vadász    | 29       | 5    | 2           | 0          | 1           | 0           | 0           | 0           | 11         | 1          | 0           | 0          | 41       | 6      | 2           | 0          |
| G. Vaszil    | 11       | 0    | 0           | 0          | 2           | 0           | 0           | 0           | 5          | 0          | 0           | 0          | 18       | 0      | 0           | 0          |
| T. Végh      | 29       | 1    | 1           | 0          | 1           | 0           | 0           | 0           | 12         | 0          | 0           | 0          | 42       | 1      | 1           | 0          |
| G. Wittmann  | 17       | 0    | 1           | 0          | 2           | 0           | 0           | 0           | 7          | 1          | 0           | 0          | 26       | 1      | 1           | 0          |